# Potvorov
Potvorov (en allemand : Potfuhre, précédemment : Potworow) est une commune du district de Plzeň-Nord, dans la région de Plzeň, en République tchèque. Sa population s'élevait à 133 habitants en 2022.

## Géographie
Potvorov se trouve à 11 km au sud-ouest de Jesenice, à 31 km au nord de Plzeň et à 75 km à l'ouest-sud-ouest de Prague.
La commune est limitée par Žihle au nord-ouest, par Bílov au nord-est et à l'est, par Sedlec au sud-est, par Kralovice au sud, et par Mladotice à l'ouest.

## Histoire
La première mention écrite de la localité date de la fin du XIIe siècle.

## Transports
Par la route, Potvorov se trouve à 8 km de Kralovice, à 41 km de Plzeň et à 98 km de Prague. 